# 56e Assemblée générale de l'Île-du-Prince-Édouard
La 56e Assemblée générale de l'Île-du-Prince-Édouard fut en séance du 18 mars 1983 au 25 mars 1986. Le Parti conservateur dirigé par James Lee forma le gouvernement.
Marion Loretta Reid fut élue présidente.
Il y eut quatre sessions à la 56e Assemblée générale :
| Session | Début          | Fin          |
| ------- | -------------- | ------------ |
| 1re     | 18 mars 1983   | 23 juin 1983 |
| 2e      | 6 mars 1984    | 11 mai 1984  |
| 3e      | 7 février 1985 | 28 mai 1985  |
| 4e      | 24 mars 1986   | 24 mars 1986 |

## Membres

### Kings
| Circonscription | Membre de l'assemblée | Membre de l'assemblée          | Parti                | Conseiller | Conseiller       | Parti        |
| --------------- | --------------------- | ------------------------------ | -------------------- | ---------- | ---------------- | ------------ |
| 1er Kings       |                       | Ross "Johnny" Young            | Libéral              |            | Albert Fogarty   | Conservateur |
| 2e Kings        |                       | Roddy B. Pratt                 | Conservateur         |            | Francis O'Brien  | Conservateur |
| 3e Kings        |                       | A. A. Joey Fraser              | Conservateur         |            | Peter MacLeod    | Conservateur |
| 4e Kings        |                       | Pat Binns Stanley Bruce (1984) | Conservateur Libéral |            | Gilbert Clements | Libéral      |
| 5e Kings        |                       | Arthur J. MacDonald            | Libéral              |            | Lowell Johnston  | Conservateur |

### Prince
| Circonscription | Membre de l'assemblée | Membre de l'assemblée              | Parti                | Conseiller | Conseiller               | Parti                |
| --------------- | --------------------- | ---------------------------------- | -------------------- | ---------- | ------------------------ | -------------------- |
| 1er Prince      |                       | Robert Morrissey                   | Libéral              |            | Robert Campbell (en)     | Libéral              |
| 2e Prince       |                       | Keith Milligan                     | Libéral              |            | Allison Ellis            | Libéral              |
| 3e Prince       |                       | Léonce Bernard                     | Libéral              |            | Edward Clark             | Libéral              |
| 4e Prince       |                       | William MacDougall Stavert Huestis | Libéral Conservateur |            | Prowse Chappel           | Conservateur         |
| 5e Prince       |                       | George McMahon                     | Conservateur         |            | Peter Pope Nancy Guptill | Conservateur Libéral |

### Queens
| Circonscription | Membre de l'assemblée | Membre de l'assemblée | Parti        | Conseiller | Conseiller                          | Parti                |
| --------------- | --------------------- | --------------------- | ------------ | ---------- | ----------------------------------- | -------------------- |
| 1er Queens      |                       | Marion Reid           | Conservateur |            | Leone Bagnall                       | Conservateur         |
| 2e Queens       |                       | Gordon Lank           | Conservateur |            | Lloyd MacPhail Ron MacKinley (1985) | Libéral Conservateur |
| 3e Queens       |                       | Horace B. Carver      | Conservateur |            | Fred Driscoll                       | Conservateur         |
| 4e Queens       |                       | Wilbur MacDonald      | Conservateur |            | Daniel Compton                      | Conservateur         |
| 5e Queens       |                       | James Matthew Lee     | Conservateur |            | Wilfred MacDonald                   | Conservateur         |
| 6e Queens       |                       | Joe Ghiz              | Libéral      |            | Paul Connolly                       | Libéral              |